# Worth Leavin’ Home For Tour
Worth Leavin’ Home For Tour – druga amerykańska trasa koncertowa Roda Stewarta; obejmuje czterdzieści dwa koncerty.
1. 11 listopada 1981 – Greensboro, Karolina Północna, USA – Greensboro Coliseum
2. 12 listopada 1981 – Columbia, Karolina Południowa, USA – Carolina Coliseum
3. 15 listopada 1981 – Baton Rouge, Luizjana, USA – Riverside Centroplex
4. 16 listopada 1981 – Mobile, Alabama, USA – Mobile Civic Center
5. 18 listopada 1981 – Tampa, Floryda, USA – Expo Hall
6. 19 listopada 1981 – Pembroke Pines, Floryda, USA – Hollywood Sportatorium
7. 21 listopada 1981 – Jacksonville, Floryda, USA – Jacksonville Memorial Coliseum
8. 22 listopada 1981 – Atlanta, Georgia, USA – Omni Coliseum
9. 23 listopada 1981 – Nashville, Tennessee, USA – Nashville Municipal Auditorium
10. 25 listopada 1981 – Landover, Maryland, USA – Capital Centre
11. 27 listopada 1981 – Nowy Jork, Nowy Jork – Madison Square Garden
12. 30 listopada 1981 – Denver, Kolorado, USA – McNichols Arena
13. 2 grudnia 1981 – Edmonton, Alberta, Kanada – Northlands Coliseum
14. 6 grudnia 1981 – Vancouver, Kolumbia Brytyjska, Kanada – Pacific Coliseum
15. 7 grudnia 1981 – Vancouver, Kolumbia Brytyjska, Kanada – Pacific Coliseum
16. 9 grudnia 1981 – Daly City, Kalifornia, USA – Cow Palace
17. 10 grudnia 1981 – Daly City, Kalifornia, USA – Cow Palace
18. 13 grudnia 1981 – San Diego, Kalifornia, USA – San Diego Sports Arena
19. 14 grudnia 1981 – Inglewood, Kalifornia, USA – Kia Forum
20. 15 grudnia 1981 – Inglewood, Kalifornia, USA – The Forum
21. 18 grudnia 1981 – Inglewood, Kalifornia, USA – The Forum
22. 19 grudnia 1981 – Inglewood, Kalifornia, USA – The Forum
23. 11 stycznia 1982 – Madison, Wisconsin, USA – Dane County Coliseum
24. 12 stycznia 1982 – Chicago, Illinois, USA – Chicago Stadium
25. 14 stycznia 1982 – Dallas, Teksas, USA – Reunion Arena
26. 17 stycznia 1982 – Houston, Teksas, USA – The Summit
27. 20 stycznia 1982 – Richfield, Ohio, USA – Richfield Coliseum
28. 22 stycznia 1982 – Lexington, Kentucky, USA – Rupp Arena
29. 24 stycznia 1982 – Detroit, Michigan, USA – Cobo Arena
30. 26 stycznia 1982 – Pittsburgh, Pensylwania, USA – Mellon Arena
31. 28 stycznia 1982 – Cincinnati, Ohio, USA – Riverfront Coliseum
32. 30 stycznia 1982 – Kansas City, Missouri, USA – Kemper Arena
33. 31 stycznia 1982 – St. Louis, Missouri, USA – Checkerdome
34. 1 lutego 1982 – Indianapolis, Indiana, USA – Market Square Arena
35. 3 lutego 1982 – Boston, Massachusetts, USA – Boston Garden
36. 5 lutego 1982 – Providence, Rhode Island, USA – Providence Civic Center
37. 6 lutego 1982 – Filadelfia, Pensylwania, USA – The Spectrum
38. 8 lutego 1982 – East Rutherford, New Jersey, USA – Meadowlands Arena
39. 9 lutego 1982 – Hartford, Connecticut, USA – Hartford Civic Center
40. 11 lutego 1982 – Toronto, Ontario, Kanada – Maple Leaf Gardens
41. 14 lutego 1982 – Montreal, Quebec, Kanada – Montreal Forum
42. 15 lutego 1982 – Montreal, Quebec, Kanada – Montreal Forum